# Xã St. Charles, Quận Winona, Minnesota
Xã St. Charles (tiếng Anh: St. Charles Township) là một xã thuộc quận Winona, tiểu bang Minnesota, Hoa Kỳ. Năm 2010, dân số của xã này là 629 người.